# Hydrillodes
Genre
Le genre Hydrillodes regroupe des lépidoptères (papillons) nocturnes de la famille des Erebidae ou des Noctuidae selon les classifications.

## Liste des espèces
- Hydrillodes abavalis  (Walker, 1859)
- Hydrillodes aroa  Bethune-Baker, 1908
- Hydrillodes aviculalis  Guenée, 1862
- Hydrillodes captiosalis  (Walker, [1859])
- Hydrillodes carayoni  Viette, 1981
- Hydrillodes chionaemoides  (Rothschild, 1915)
- Hydrillodes comoroana  (Viette, 1981)
- Hydrillodes contigua  (Wileman, 1915)
- Hydrillodes crispipalpus  Collenette, 1928
- Hydrillodes danum  Holloway, 2008
- Hydrillodes dimissalis (Walker, 1866)
- Hydrillodes discoidea  (Viette, 1961)
- Hydrillodes erythusalis  (Walker, 1859)
- Hydrillodes eucaula  Prout, 1928
- Hydrillodes fuliginosa  (Rothschild, 1915)
- Hydrillodes funestalis (Walker, 1866)
- Hydrillodes gravatalis (Walker, [1859])
- Hydrillodes grisea (Bethune-Baker, 1908)
- Hydrillodes griseoides Poole, 1989
- Hydrillodes hemusalis (Walker, 1859)
- Hydrillodes incerta (Viette, 1961)
- Hydrillodes inversa (Viette, 1961)
- Hydrillodes janalis (Schaus, 1893)
- Hydrillodes labi Holloway, 2008
- Hydrillodes latifascialis (Walker, [1866])
- Hydrillodes lentalis (Guenee, 1854)
- Hydrillodes lugens Prout, 1922
- Hydrillodes mediochracea Bethune-Baker, 1908
- Hydrillodes meeki (Bethune-Baker, 1908)
- Hydrillodes melanozona Collenette, 1928
- Hydrillodes metisalis (Walker, 1859)
- Hydrillodes moloalis  (Walker, 1859)
- Hydrillodes morosa  Butler (1879)
- Hydrillodes murudensis  Prout, 1928
- Hydrillodes nilgirialis  Hampson, 1895
- Hydrillodes norfolki  Holloway, 1977
- Hydrillodes nubeculalis  Roepke, 1948
- Hydrillodes obscurans  Bryk, 1949
- Hydrillodes pacifica  Owada, 1982
- Hydrillodes pala  Holloway, 2008
- Hydrillodes perplexalis  Fryer 1912
- Hydrillodes pertruncata  Prout, 1928
- Hydrillodes plicalis  (Moore, 1867)
- Hydrillodes plicaloides  Holloway, 2008
- Hydrillodes poiensis  Prout, 1928
- Hydrillodes postpallida  (Rothschild, 19
- Hydrillodes pseudmorosa  Strand, 1920
- Hydrillodes pterota  Prout, 1928
- Hydrillodes pyraustalis  (Viette, 1954)
- Hydrillodes semiluna  Wileman & West, 1930
- Hydrillodes sigma  Tams, 1935
- Hydrillodes subalbida  Bethune-Baker, 1908
- Hydrillodes subbasalis  Moore, 1877
- Hydrillodes subtruncata  Roepke, 1948
- Hydrillodes surata Meyrick, 1910
- Hydrillodes telisai  Holloway, 2008
- Hydrillodes thomensis Prout, 1927
- Hydrillodes toresalis (Walker, 1859)
- Hydrillodes torsivena Hampson, 1895
- Hydrillodes truncata  (Moore, 1882)
- Hydrillodes uliginosalis  Guenée, 1854
- Hydrillodes vexillifera  Hampson, 1900